# Oxycera fasciventris
Oxycera fasciventris är en tvåvingeart som beskrevs av Friedrich Hermann Loew 1873. Oxycera fasciventris ingår i släktet Oxycera och familjen vapenflugor.
Artens utbredningsområde är Uzbekistan. Inga underarter finns listade i Catalogue of Life.